# BitLord
BitLord è un client BitTorrent gratuito per Microsoft Windows e macOS, pubblicizzato come "The easiest torrent downloader". È scritto in Python and GTK+. Il programma usa la libreria libtorrent-rasterbar C++.
BitLord è stato distribuito per la prima volta nel dicembre 2004, come BitLord 0.56, basato su e sotto la licenza BitComet. Dalla versione 1.2 BitLord è basato su Deluge, ma aggiunto alcune funzioni proprie. Nonostante gli sviluppatori dichiarino che il software sia open source e che quindi non possa contenere spyware, il codice sorgente non è disponibile per il download in violazione della licenza GPL. BitLord è stato bersaglio di molte critiche sin dal suo rilascio per varie ragioni.
BitLord Pro è una recente release commerciale di BitLord, che si connette ai servizi Usenet permettendo di effettuare un download senza il bisogno dell'upload tipico dei client BitTorrent.

## Critiche
Le vecchie versioni di BitLord (fino alla versione 1.1) sono basate sul codice sorgente della versione 0.56 di BitComet. A causa di ciò alcuni bug che sono stati risolti nelle nuove versioni di BitComet sono ancora presenti in BitLord. A partire dalla versione 1.2 di BitLord sono presenti degli annunci nell'interfaccia di Bitlord che invitano ad usare BitLord Pro e la lista di siti BitTorrent di BitComet è stata rimpiazzata con una casella di ricerca che porta ad un sito affiliato a BitLord. A partire da BitLord 1.1 nell'installazione del programma è data la possibilità di scegliere se installare un adware.